# Апгрейд мавпи
Апгрейд мавпи. Велика історія маленької сингулярності  — книга публіциста Олександра Ніконова, присвячена позитивістському погляду на світ, вийшла 2004 року у видавництві «ЕНАС». У книзі, що написана в жанрі науково-популярної літератури, порушуються «глобальні» питання: науковий погляд на створення світу, чи існує Бог, якою має бути моральність, універсальність законів еволюції і т. д. Книга неодноразово перевидавалася (ISBN 5-93196-479-7 , ISBN 5-93196-758-3 , ISBN 978-5-93196-479-9 , ISBN 978-5-93196-758-5) .

## Зміст
Книга складається із семи частин і сорока однієї глави:
1. Велика історія маленької сингулярності (Глави 1-3)
2. Світом керують порожнеча і невизначеність (Глави 4-11)
3. Еволюція мертвих (Глави 12-14)
4. Максимальна тварина (Глави 15-24)
5. Апгрейд мавпи (Глави 25-35)
6. Прямі наслідки моральної парадигми (Глави 36-38)
7. Технології майбутнього (Глави 39-41)

## Відгуки та нагороди
Опоненти автора звинувачують його у войовничому атеїзмі, аморальності, вульгарності, захопленні неперевіреними науковими гіпотезами, спрощенні і неполіткоректності .
Соціолог, академік Акоп Назаретян написав у своїй післямові, що  «… книга читається запоєм, на одному диханні. Напір, ерудиція, журналістська хватка — все це залучає до нестримного вихору авторської думки»  , але  " краще використовувати її як своєрідний тренінг критичного мислення "  , оскільки вказує на ряд вульгаризацій і спрощенський підхід до складних проблем . Проте, Назаретян рекомендує книгу  «всякому, хто любить відволіктися від тут-і-тепер, поміркувати на дозвіллі» . Нобелівський лауреат з фізики Віталій Гінзбург написав для видання свою «Думка з деяких питань, порушених у книзі», погодившись, наприклад, з тим, що  «релігії не залишиться місця в цьому світі» .
6 травня 2005 Санкт-Петербурзький союз письменників спільно з Міжнародним конвентом письменників-фантастів Інтерпрескон відзначив книгу Літературною премією ім. А. Бєляєва.

## Вилучення з продажу
В травні 2009 року представники громадської організації «Європейські міста проти наркотиків» подали заяву в прокуратуру м. Санкт-Петербург із звинуваченням у пропаганді наркотиків у главі 36.
У вересні 2009 після проведення експертного дослідження, прокуратура постановила здійснити перевірку книжкових магазинів і вилучити книгу з продажу. Втім, рішення суду про вилучення так і не було винисено, так само книга не з'явилася і в списку заборонених книг РФ.